# 皮薩尼格里提宮
45°25′54″N 12°20′00″E / 45.431679°N 12.3333°E

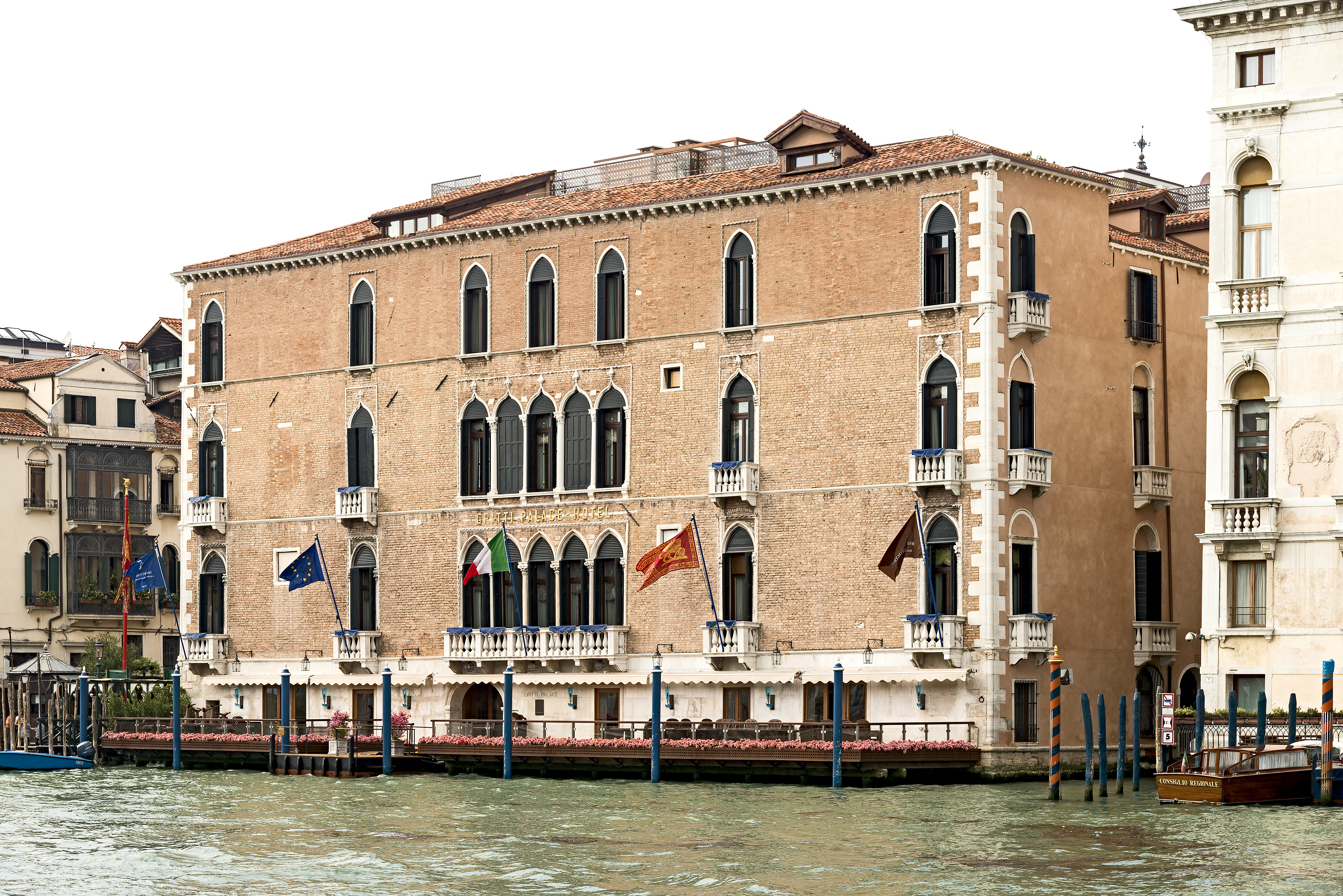
皮薩尼格里提宮

皮薩尼格里提宮（Palazzo Pisani Gritti）是義大利北部城市威尼斯的一座建築，外觀為哥特式風格。這座建築隔大運河和安康聖母聖殿相對。在經過了翻新之後，現在該建築被作為高級酒店使用。